# Mare de Déu del Carme
|  | Per a altres significats, vegeu «Mare de Déu del Carme (desambiguació)». |

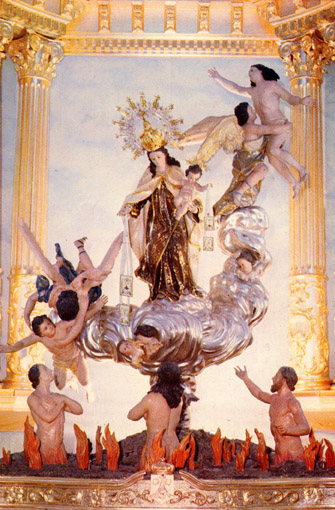
Mare de Déu del Carme, a Beniaján

La Mare de Déu del Carme és una de les diverses advocacions de la Mare de Déu. La denominació prové del Munt Carmel, a Israel, un nom que deriva de la paraula Karmel o Al-Karem i que es podria traduir per 'jardí'. Hi ha avui en actiu ordes religiosos carmelites repartits per tot el món –masculins i femenins–, els quals giren entorn d'aquesta figura mariana.
És considerada patrona de Xile i el seu exèrcit. A Espanya és patrona de la mar, dels pescadors, estibadors i de l'Armada Espanyola. A Colòmbia és considerada patrona dels transportistes.
Aquesta advocació dona nom a totes les persones que es diuen Carme o Carmel, que celebren l'onomàstica el dia de la festa d'aquesta Mare de Déu, el 16 de juliol.
L'origen del culte de la Mare de Déu del Carme és en la fundació de l'Orde del Carme, amb seu primer monestir al munt Carmel el 1154, dedicat a la Mare de Déu, però la vinculació del Munt Carmel amb la Mare de Déu es fa remuntar a unes visions del profeta Elies a l'Antic Testament, que van ocórrer en aquest lloc, i que els cristians han vist com a símbol de Maria. La devoció va augmentar amb dues aparicions de la Mare de Déu, una a sant Simó Stock el 1251 i una altra a Jacques Duèze, el futur papa Joan XXII.

## Celebracions

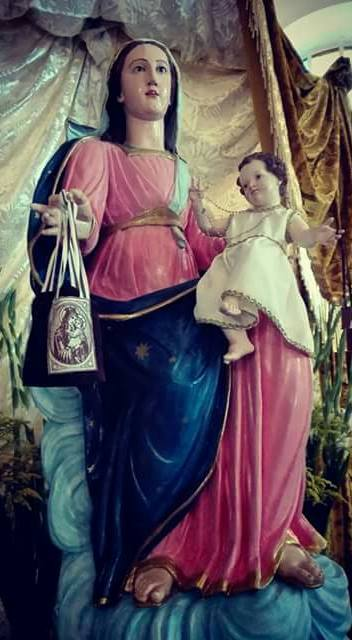
Mare del Carme (Acquafondata, Italia)

La Mare de Déu del Carme és la patrona de moltes poblacions del litoral mediterrani. Anualment se celebren festivitats, molt sovint amb processons marineres. En aquestes, hi ha naus de tota mena que s'arrenglen darrere la barca principal. Aquesta porta mar endins la imatge de la Mare de Déu del Carme, o "Stella Maris". Arribat a un punt de la processó, totes les barques fan sonar reiteradament les sirenes en homenatge a la Mare de Déu.
A la majoria de les processons marineres es fa una ofrena floral, llançant rams a l'aigua, en memòria de tots aquells que varen trobar la mort a la mar. De tornada a port, la imatge de la Mare de Déu és portada al davant d'una processó. Els portadors canten la Salve marinera quan la imatge es torna al seu altar de l'església.
Abans que el patronatge fos compartit amb la Mare de Déu del Carme, sant Elm era el patró de la gent de mar.

## Escapulari
Segons la tradició, el diumenge 16 de juliol de 1251, la Mare de Déu es va aparèixer a Cambridge (Anglaterra) a sant Simó Stock, a qui va lliurar l'Escapulari del Carme. D'aquí la data de la festivitat del Carme.